# Référendum hongrois de 2016
Le référendum hongrois de 2016 (en hongrois 2016-os magyarországi népszavazás) ou plus couramment référendum sur les quotas (kvótanépszavazás ou kvótareferendum), portant sur la relocalisation de migrants par l'Union européenne, a eu lieu en Hongrie à l'initiative du gouvernement hongrois le 2 octobre 2016.
Le « non » l'emporte avec 3 362 224 voix contre 56 163. Les opposants avaient appelé au boycott ou au vote nul. Il y a eu 224 668 bulletins nuls. 41,32 % des électeurs s'étant exprimés,. Le référendum n'a pas atteint les 50 % d'électeurs ayant effectué un vote valide nécessaires pour être considéré « valide » par la Constitution hongroise de 2012. Le Premier ministre Viktor Orbán considère néanmoins qu'il s'agit d'un plébiscite politique, plus large que pour l'adhésion à l'UE en 2003,.

## Question
La formulation de la question est la suivante :
« Voulez-vous que l'Union européenne puisse prescrire l'installation obligatoire en Hongrie de citoyens non hongrois sans l'approbation de l'Assemblée nationale ? »
(Akarja-e, hogy az Európai Unió az Országgyűlés hozzájárulása nélkül is előírhassa nem magyar állampolgárok Magyarországra történő kötelező betelepítését?)

## Contexte

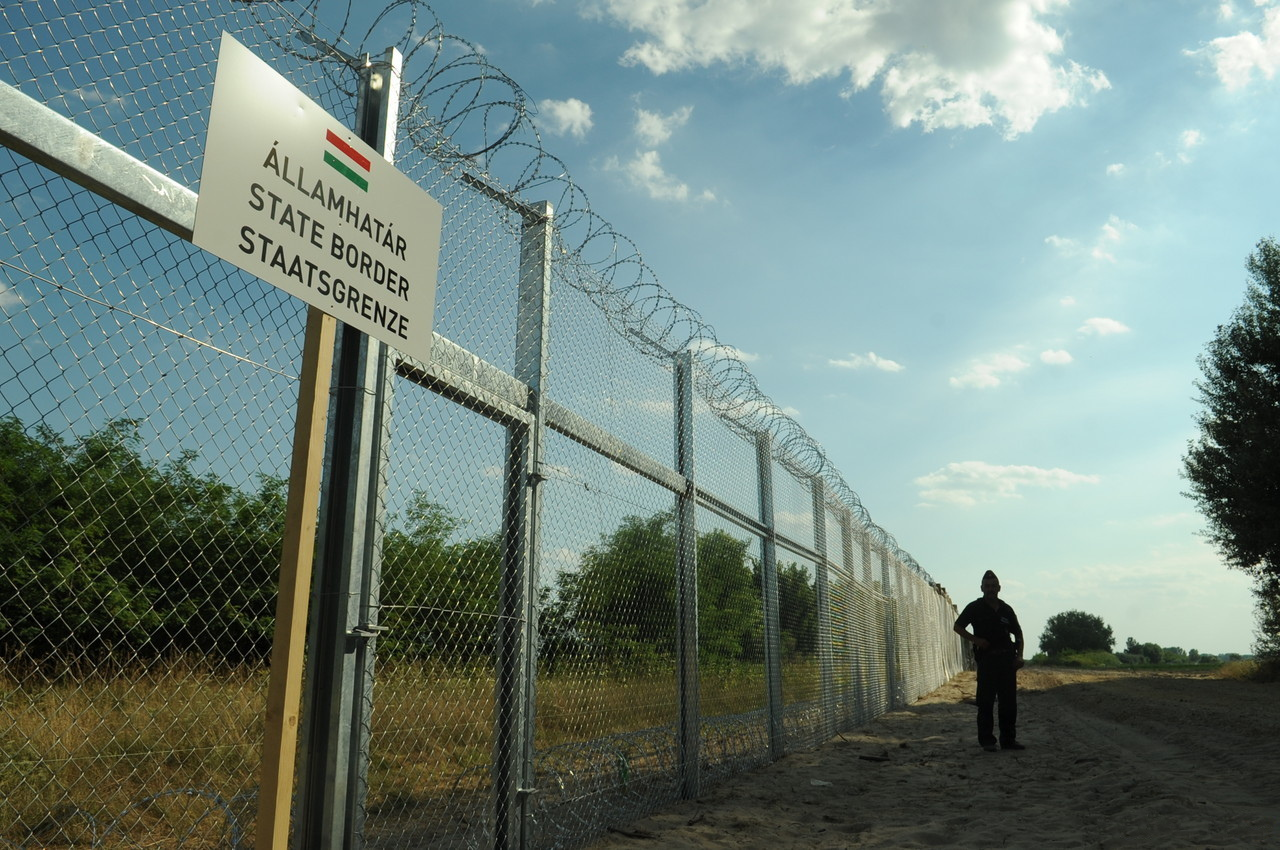
Barrière frontalière entre la Hongrie et la Serbie, érigée en 2015.

Lors de la crise migratoire de 2015, la Commission européenne propose en mai de relocaliser 40 000 demandeurs d'asile depuis la Grèce et l'Italie vers d'autres États de l'Union européenne, puis le 9 septembre, 120 000 supplémentaires depuis la Grèce, l'Italie et la Hongrie, selon un pourcentage de répartition (appelé en Hongrie kvóta « quota ») calculé à partir de chiffres objectifs : population, PIB, demandes d'asile antérieures, chômage. La Hongrie rejette cette proposition comme les autres pays du groupe de Visegrád, et construit dans le même temps une barrière frontalière contre les migrants. Le 22 septembre 2015, le Conseil de l'Union européenne, se basant sur la proposition de la Commission, décide à la majorité qualifiée la relocalisation de 120 000 demandeurs d'asile depuis la Grèce et l'Italie, dont 1294 vers la Hongrie, sans mentionner le pourcentage ni la formule de calcul. En décembre 2015, des recours demandant l'annulation de cette décision sont introduits devant la Cour de justice de l'Union européenne par la Slovaquie et par la Hongrie.
Le 24 février 2016, le Premier Ministre Viktor Orbán annonce au cours d'une conférence de presse extraordinaire que le gouvernement hongrois a pris l'initiative d'organiser un référendum sur le refus ou non des quotas obligatoires de migrants,. Il affirme aussi que « ce n'est pas un secret que le gouvernement refuse les quotas obligatoires » de migrants et qu'il fera campagne pour le « non ». Selon la formulation d'Orbán, le système des quotas « redessinerait l'aspect culturel et ethnique de la Hongrie, ce qu'aucun organisme de l'Union européenne n'a le droit de faire ».
Bien que la Constitution (art. 8) ne prévoie la possibilité de référendum que sur les questions du domaine de compétences du Parlement en excluant explicitement les obligations des traités internationaux, le gouvernement hongrois réfute cette objection, et le ministre de la Justice hongrois László Trócsányi, ancien juge constitutionnel et conseiller constitutionnel au Conseil de l'Europe, estime qu'il s'agit d'une question sur la souveraineté du pays conforme au droit européen et à la Constitution et que l'Union européenne n'a pas de mandat pour relocaliser des personnes. Pour la Commission européenne, il n'est pas clair de quelle façon ce référendum s'intègre aux processus de décision européens tels que l'accord du Conseil du 22 septembre 2015 sur la relocalisation de migrants ; la présidence de l'Union européenne indique cependant que le droit européen n'interdit pas les référendums. En mars 2016, la question de la validation de la question du référendum est portée devant la Cour suprême (Kúria), et malgré les doutes juridiques de plusieurs organisations non gouvernementales, dont le comité Helsinki hongrois, la Cour suprême décide en mai 2016 en faveur de la validité du référendum, en indiquant notamment que la question « ne vise pas à modifier le traité d'adhésion de la Hongrie ni à prescrire des conditions supplémentaires à l'exécution par la Hongrie de décisions prises par les organismes de l'Union européenne », mais qu'elle « concerne l'introduction d'une disposition d'une décision du Conseil qui est du domaine du droit dérivé de l'Union européenne » et non du domaine des traités internationaux, si bien que la question ne porte pas sur un domaine constitutionnellement interdit aux référendums,. Le Parlement décide alors l'organisation du référendum, et en juin la Cour constitutionnelle rejette un recours contre cette décision, ainsi qu'un autre recours contre la décision de la Cour suprême en raison du manque d'intérêt juridique personnel du demandeur Gábor Fodor, permettant alors au président de la République János Áder de fixer la date du référendum au 2 octobre,.

## Campagne

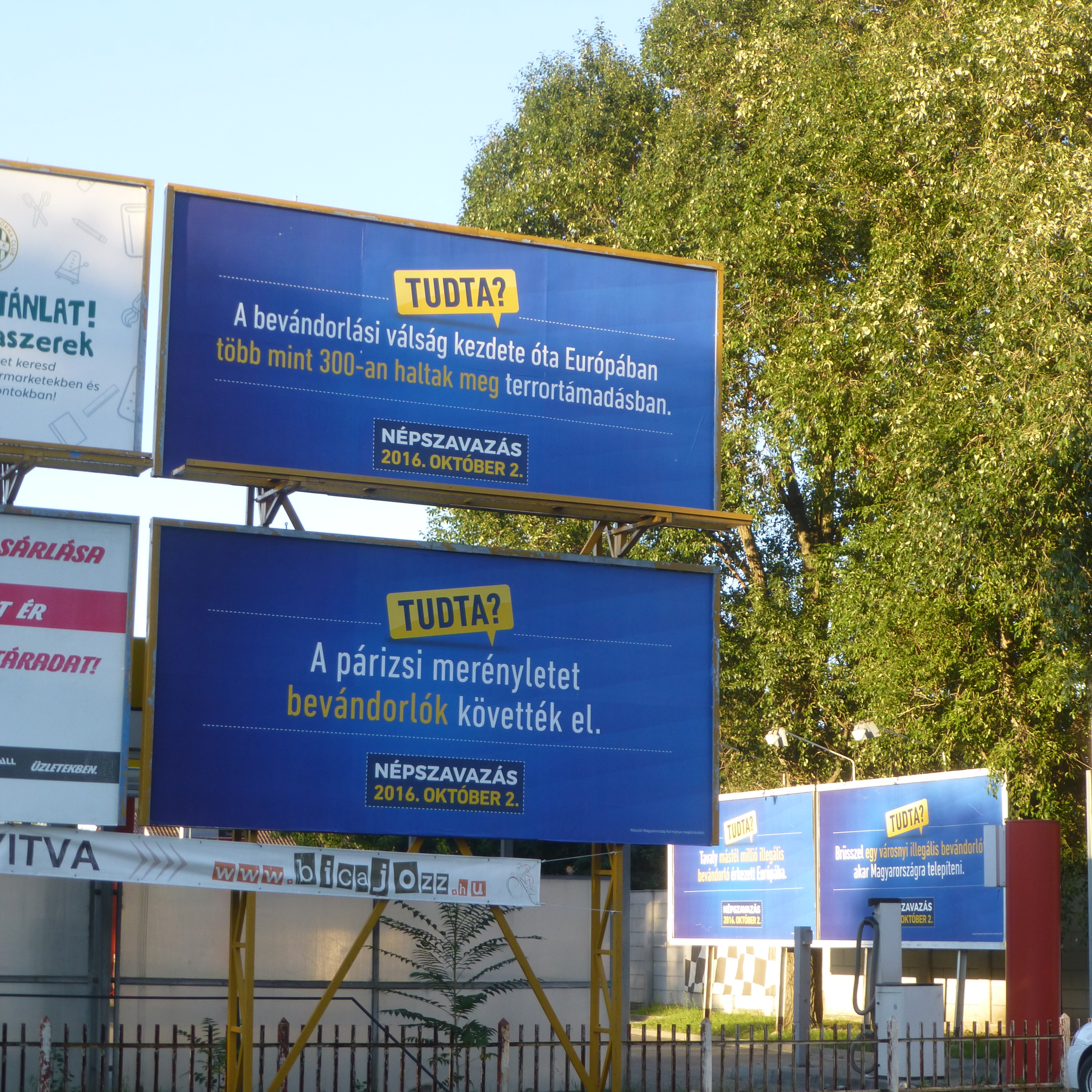
Les affiches « Le saviez-vous ? » (août 2016, Szeged).

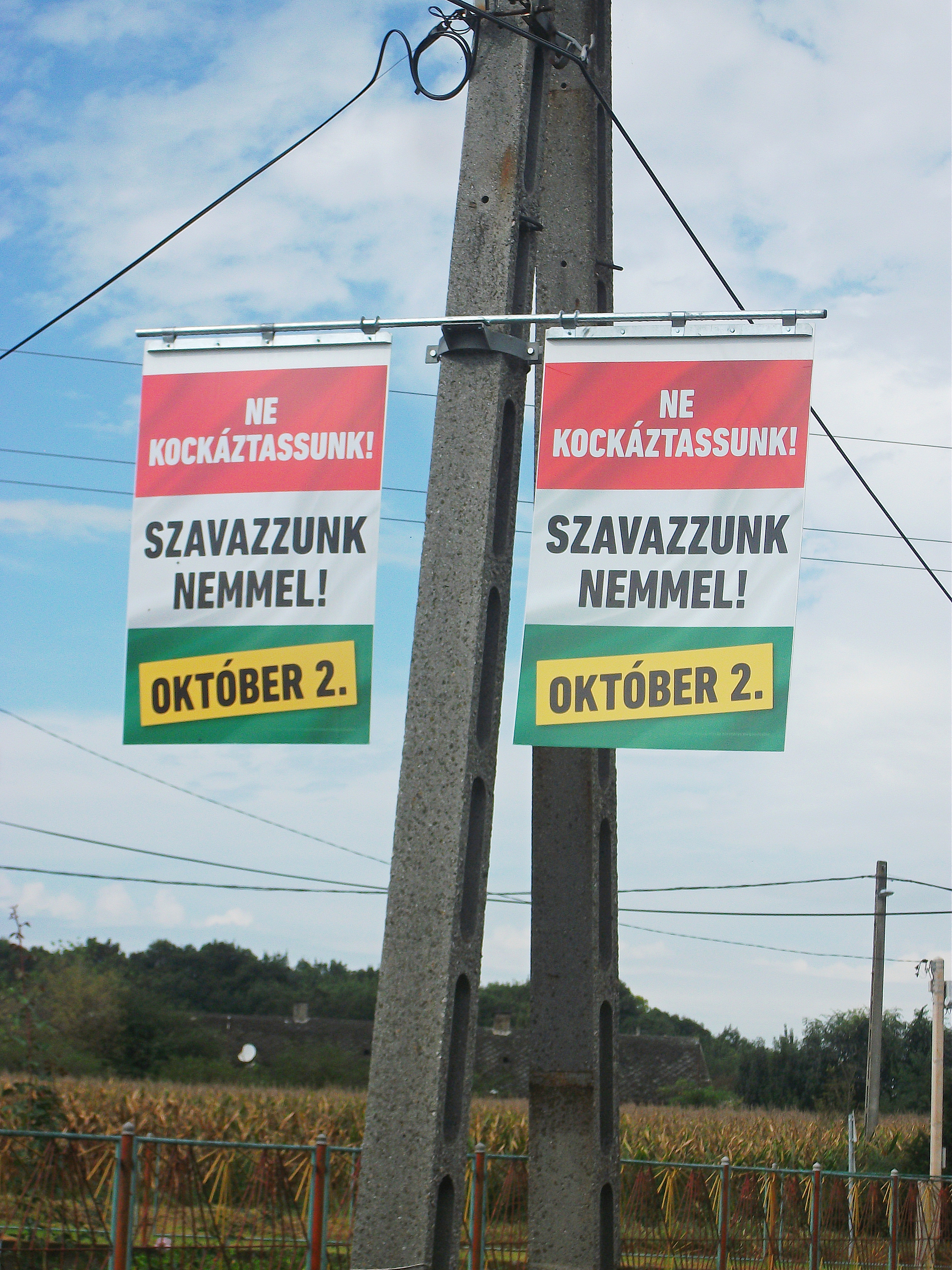
Sur fond des couleurs du drapeau hongrois : « Ne prenons pas de risque, votons non » (septembre 2016, Zichyújfalu).

En juillet 2016, le gouvernement présente les affiches de sa campagne d'information dans l'espace public et les médias, qui placent entre « Le saviez-vous ? » et « Référendum 2 octobre 2016 » des messages tels que « Depuis le début de la crise migratoire il y a eu en Europe plus de 300 morts dans des attaques terroristes » ou « Les attentats de Paris ont été commis par des immigrants »,,. Cette campagne a notamment reçu l'opposition du Parti du chien à deux queues, qui a lancé sa propre campagne parodiant celle du gouvernement, avec des messages tels que "Le saviez-vous ? Les gens ne sont pas stupides.", "Le saviez-vous ? Il y a une guerre en Syrie." ou "Le saviez-vous ? Quoi ?"
En septembre, le gouvernement envoie à tous les foyers hongrois une brochure où sont notamment présentées des zones « no-go » sur une carte de l'Europe, en tant que « quartiers que les autorités ne sont pas capables de garder sous leur contrôle » et dont il existe « plusieurs centaines dans les villes européennes où vivent en grand nombre des immigrants »,.
Dans les deux dernières semaines de campagne, la presse relève des initiatives en soutien du « non » qui mettent sous pression aussi bien la population, quant à des dangers irréalistes dus aux migrants,,, que les dirigeants locaux du Fidesz. Le vocabulaire de la campagne gouvernementale est également critiqué : « Bruxelles » qui fait de l'UE une puissance étrangère hostile (« Il faut arrêter Bruxelles », « Rejetons la pression de Bruxelles »), « immigrants illégaux » pour les demandeurs d'asile, « installation de force » (kényszerbetelepítés) pour la relocalisation des demandes d'asile.
Dans les jours qui suivent le référendum, le gouvernement fait paraître dans les médias, avec une présentation rappelant les affiches bleues « Le saviez-vous ? », des annonces « Nous en avons envoyé le message à Bruxelles : 98 % de « non ! » à l'installation de force ».

### Positions des partis

#### Pour le «non»
- les partis au gouvernement : le Fidesz - Union civique hongroise et les démocrates-chrétiens du KDNP[27] ;
- les nationalistes du Mouvement pour une meilleure Hongrie, ou Jobbik[27] ;
- le Parti ouvrier hongrois, d'obédience marxiste-léniniste (sans représentation parlementaire).

#### Pour le «oui»
- le Parti libéral hongrois (parti membre de la coalition de gauche, comptant un député Gábor Fodor)[27].

#### Pour l'absence de vote ou le vote nul
- Les partis de la gauche parlementaire, rassemblant le Parti socialiste hongrois (MSzP), la Coalition démocratique (DK) qui en est issue, ainsi que « Ensemble » et le Parti du dialogue pour la Hongrie, appellent au boycott du référendum[27], qui selon eux est la préparation dissimulée de la sortie de la Hongrie de l'Union européenne[44].
- Le Mouvement Hongrie moderne (parti libéral conservateur sans représentation parlementaire) s'associe à cette campagne de boycott[45].
- Plusieurs organisations non gouvernementales, comme l'Union pour les libertés civiles (en) (Társaság a Szabadságjogokért, TASZ), le comité Helsinki hongrois ou le parti parodique du Chien à deux queues[46] appellent à voter nul en cochant à la fois « oui » et « non » (plutôt que rien, pour éviter toute fraude), afin d'exprimer à la fois l'importance démocratique des référendums et le désaccord avec la formulation de la question[47].

#### Pas de consigne de vote
- Le parti écologiste libéral de centre gauche La politique peut être différente (LMP), après avoir hésité à recommander de ne pas voter[48] ou de voter « non »[49], décide de ne pas participer à la campagne et de laisser la décision à ses électeurs, tandis que ses deux coprésidents indiquent que pour leur part ils ne voteront pas[50].

## Sondages
| Date(s)             | Oui  | Non  | Indécis | Certains d'aller voter | Taille de l'échantillon | Conduit par | Procédure |
| ------------------- | ---- | ---- | ------- | ---------------------- | ----------------------- | ----------- | --------- |
| 24–26 février 2016  | 10 % | 84 % | 6 %     | N/A                    | 500                     | Századvég   | Téléphone |
| 13–19 mai 2016      | 23 % | 77 % | 0 %     | 62 %                   | 1 000                   | Nézőpont    | Téléphone |
| 11–15 mai 2016      | 11 % | 87 % | 2 %     | 54 %                   | ~1 000                  | Századvég   | Téléphone |
| 1er–6 juillet 2016  | 18 % | 64 % | 18 %    | 50 %                   | 1 000                   | Publicus    | Téléphone |
| 25–31 juillet 2016  | 9 %  | 77 % | 14 %    | 53 %                   | 1 000                   | ZRI         | Téléphone |
| 29–31 juillet 2016  | 7 %  | 74 % | 19 %    | 42 %                   | 1 000                   | Republikon  | Direct    |
| Août 2016           | 13 % | 71 % | 16 %    | 43 %                   | N/A                     | Tárki       | N/A       |
| 15–22 août 2016     | 15 % | 67 % | 18 %    | 53 %                   | 1 000                   | Publicus    | Téléphone |
| 6–10 septembre 2016 | 3 %  | 78 % | 19 %    | 55 %                   | 1 000                   | Századvég   | Téléphone |
| 15 septembre 2016   | 4 %  | 73 % | 17 %    | 48 %                   | 1 000                   | Republikon  | Direct    |
| 30 septembre 2016   | 5 %  | 70 % | 16 %    | 51 %                   | 1 000                   | Republikon  | Direct    |

## Conditions de validité
Le référendum est légalement contraignant. Néanmoins, pour être valable, un résultat doit cumuler la validation de deux conditions : un total de voix favorables ayant atteint la majorité absolue des suffrages exprimés et un total de votes valides ayant atteint le quorum de 50 % des inscrits sur les listes électorales,.

## Résultat
| Choix               | Votants   | Votants | Inscrits | Inscrits |
| Choix               | Voix      | %       | %        | Quorum   |
| ------------------- | --------- | ------- | -------- | -------- |
| Pour                | 56 163    | 1,64    | 0,68     |          |
| Contre              | 3 362 224 | 98,36   | 40,64    |          |
|                     |           |         |          |          |
| Votes valides       | 3 418 387 | 93,83   | 41,32    | 50 %     |
| Blancs et invalides | 224 668   | 6,17    | 2,72     |          |
| Total des votants   | 3 643 055 | 100,00  | 44,04    |          |
|                     |           |         |          |          |
| Abstentions         | 4 629 570 |         | 55,96    |          |
| Inscrits            | 8 272 625 | 100,00  |          |          |

|                  |  | Contre 3 362 224 (98,36 %) |
| ▲                |  |                            |
| Majorité absolue |  |                            |

## Analyse

Résultats en proportion des votes exprimés par départements.

Résultats en proportion du total des inscrits.

Le « non » remporte une victoire écrasante, représentant 98,36 % des votes exprimés. La participation est moindre qu'aux référendums précédents, et les votes nuls atteignent 6,17 % des votes déposés, si bien que la proportion d'électeurs s'étant exprimés est de 41,32 %,, et que le référendum n'est pas valide, ; en effet constitutionnellement (art. 8) un référendum est « valide » c'est-à-dire contraignant pour le Parlement « si plus de la moitié de l'ensemble des électeurs a voté de façon valide ».

## Conséquences
Le résultat du référendum n'a pas de conséquence directe sur les décisions de l'UE déjà prises ou à venir, puisque les référendums nationaux ne font pas partie du processus institutionnel de décision de l'UE, cependant il peut renforcer la position prise par le gouvernement hongrois au sujet des quotas de migrants, en lui donnant « une forte légitimation populaire » si dans le futur la relocalisation obligatoire reste envisagée.
Dès le résultat connu, le Premier ministre Viktor Orbán considère qu'il s'agit d'un plébiscite politique, plus large que pour l'adhésion à l'UE en 2003, et annonce qu'il déposera au Parlement une proposition de modification constitutionnelle pour « donner à la décision des gens une validité juridique », bien qu'un référendum non valide ne contraigne pas le Parlement à se saisir du sujet du référendum, et qu'en outre constitutionnellement (art. 8) un référendum ne puisse porter sur « une question tendant à modifier la Loi fondamentale ». De plus, l'idée de primauté du Parlement hongrois sur les traités européens peut mener à une épreuve de force avec la Commission européenne, pour qui les traités n'offrent pas une telle possibilité de choisir à la carte parmi des décisions prises à la majorité qualifiée. La proposition de modification constitutionnelle déposée au Parlement le 10 octobre précise notamment que l'exercice par la Hongrie de certaines de ses compétences constitutionnelles en commun avec les membres de l'UE (art. E/2) « ne peut limiter son droit inaliénable à décider » de sa population et de son organisation étatique, et également (art. XIV) qu'« une population étrangère ne peut être installée en Hongrie » et que c'est « à sa demande, examinée individuellement par les autorités hongroises selon la procédure définie par une loi instaurée par l'Assemblée nationale » qu'un étranger non citoyen d'un pays de l'EEE peut vivre en Hongrie,. Ce texte semble assez prudent pour que la Commission européenne ne s'y oppose pas. Le 8 novembre 2016, cette proposition de modification constitutionnelle n'atteint finalement pas la majorité qualifiée des deux tiers nécessaire à son adoption par le Parlement. L'amendement obtient ainsi 131 voix pour et 3 contre, pour une majorité des deux tiers de 133 voix.